# PSR J1841-0500
PSR J1841-0500 är en ensam stjärna i norra delen av stjärnbilden Skölden. Den beräknas den ligga på ett avstånd av ca 22 800 ljusår (ca 7 000 parsec) från solen. 

## Observation
PSR J1841−0500 är en pulsar som ligger i Vintergatans Scutum–Centaurusarm. Det upptäcktes i december 2008 av Fernando Camilo, som använde Parkesobservatoriet när han observerade objektet. Vid tidpunkten för upptäckten roterade den med 0,9 varv per sekund men 2009 slutade den helt att avge pulser.
De flesta pulsarer som slutar avge pulser gör det bara i några minuter. Men PSR J1841-0500 gjorde det i 580 dygn. Senare, i augusti 2011, började den pulsera igen. Som jämförelse är endast en annan pulsar känd för att sluta pulsera i mer än några minuter: PSR B1931+24 slås på i en vecka och slutar sedan att avge pulser under en månad i en cykel.